# Jean-Joseph Rodolphe
Jean-Joseph Rodolphe, né le 14 octobre 1730 à Strasbourg, mort le 18 août 1812 à Paris, est un compositeur et théoricien français de la musique d'origine alsacienne. Il eut une brillante carrière de violoniste, corniste et compositeur durant la seconde moitié du XVIIIe siècle. 

## Biographie
Élève de Jean-Marie Leclair à Paris, il voyagea dans toute l’Europe, d’abord à Parme (cour francophile de l’Infant) en 1754 puis à Stuttgart en 1761, où il devint violoniste de l’orchestre du duc de Württemberg. Le célèbre Niccolò Jommelli, Maître de chapelle de la cour, lui enseigna son art. Mais c’est surtout sa rencontre avec Jean-Georges Noverre, alors maître de ballet du duc, qui donna un nouvel essor à sa carrière : pour lui, Rodolphe composa la musique du ballet-pantomime Médée & Jason (créé en février 1763), puis de nombreux autres ouvrages. Quelques années plus tard, Rodolphe retourna à Paris. En 1767-1768, il fit grande sensation en jouant du cor avec la plus grande perfection au Concert Spirituel puis à l’Académie royale de musique, où l’on inséra des airs avec instrument concertant à son intention lors de la reprise d’ouvrages anciens, comme Hippolyte & Aricie ou Dardanus de Rameau. Parmi les partitions qu’il composa alors, le spectaculaire opéra Isménor fut représenté avec grand déploiement de moyens scéniques à l’Opéra royal, pour le mariage du comte d’Artois (1773). Il y utilise le trombone, probablement avant François-Joseph Gossec. Mais ni la création versaillaise, ni la reprise parisienne, quelques mois plus tard, n’eurent de succès. 
En 1798, Rodolphe fut nommé professeur au Conservatoire de musique à Paris. Sa musique opère une synthèse harmonieuse entre la tradition française, héritée de Leclair, Rameau et Mondonville, et le style italien que Jomelli lui enseigna : c’est pourquoi Noverre appréciait tant cet auteur, y trouvant à la fois grâce et variété chorégraphique, mais aussi fougue et théâtralité.

## Œuvres principales
- Théorie d'accompagnement et de composition (vers 1785), à l'usage des élèves de l'école nationale de Musique, contenant l'origine des accords, divisée en deux classes, l'harmonie naturelle et l'harmonie composée, la basse fondamentale de chaque accord et des leçons de pratiques.
- Solfège ou nouvelle méthode de musique (17??), divisée en deux parties, la première contient la théorie de cet art et la seconde les leçons avec basses et gradations nécessaires pour parvenir aux difficultés par Rodolphe. Paris, Le Duc, 168p plus planches.
- Renaud et Armide, ballet d'action créé à Lyon en 1760, repris à Versailles en 1775
- Médée et Jason, ballet d'action créé à Stuttgart en 1763, puis repris à Versailles en 1775

## Source
Éditions signés des éditeurs bibliothèque Fondation EJP.